# Celia Robledo
Celia Robledo (Alcorcón, 7 de abril de 1994) es una bailarina de patinaje sobre hielo española retirada.

## Trayectoria
Con su compañero de patinaje, Luis Fenero, compitió en el segmento final en dos Campeonatos ISU - 2013 Junior Worlds en Milán, Italia; y Campeonato Europeo de Patinaje Artístico sobre Hielo de 2016 en Bratislava, Eslovaquia.
Robledo compitió en patinaje individual al principio de su carrera. En 2011, cambió a bailar sobre hielo y se asoció con Fenero. Se mudaron de Madrid, España, a Lyon, Francia, para entrenar con Muriel Boucher-Zazoui y Romain Haguenauer. En julio de 2014, se trasladaron con Haguenauer a Montreal, Quebec, Canadá.

## Programas

### Con Fenero
| Temporada | Baile corto | Baile libre |
| --------- | --- | --- |
| 2017–2018 | - Medley de Shakira                                                                                            | - La identidad inaccessible de Alberto Iglesias - Por el amor de amar (Necesito amor) de Concha Buika - Poeta en el viento de Vicente Amigo |
| 2016-2017 | - The Pink Panther Theme - Goldwing Ramble de Transatlantic Swing Band                                         | - De todo un poco de Michael Lloyd - (I've Had) The Time of My Life de John Morris Orchestra                                                |
| 2015–2016 | - Sangre de toro de Johannes Linstead - Bolero of Fire de Taylor Davis                                         | - Al borde del abismo de César Benito - La terre vu du ciel de Armand Amar                                                                  |
| 2014–2015 | - Suspiros de Espana                                                                                           | - Lección de vida - La terre vue du ciel |
| 2012–2013 | - Your Heart Is As Black As Night de Beth Hart, Joe Bonamassa - Tough Lover de Burlesque de Christina Aguilera | - Chicago (banda sonora) |
| 2011–2012 | - Eso es el amor de Gloria Lasso                                                                               | - La Misión de Ennio Morricone |

### Patinaje individual
| Temporada | Programa corto                                    | Patinaje libre                                 |
| --------- | ------------------------------------------------- | ---------------------------------------------- |
| 2010–2011 | - Malagueña de Ernesto Lecuona                    | - Miss Saigon de Claude-Michel Schönberg       |
| 2009–2010 | - Turandot de Giacomo Puccini                     | - Tango de los exilados de Walter Taieb        |
| 2008–2009 | - El lago de los cisnes de Piotr Ilich Chaikovski | - Concierto por tuo ricordo de Osvaldo Cadanhe |

## Logros destacados

### Con Fenero
| Internacional                                  | Internacional | Internacional | Internacional | Internacional | Internacional | Internacional | Internacional |
| Evento                                         | 2011–12       | 2012–13       | 2013–14       | 2014–15       | 2015–16       | 2016@–17      | 2017@–18      |
| ---------------------------------------------- | ------------- | ------------- | ------------- | ------------- | ------------- | ------------- | ------------- |
| Mundiales                                      |               |               |               |               | 26.º          |               |               |
| Europeos                                       |               |               |               | 22.º          | 19.º          |               |               |
| CS Autumn Classic                              |               |               |               |               |               | 8.º           | 8.º           |
| CS Finlandia                                   |               |               |               |               |               |               | 12.º          |
| CS Golden Spin                                 |               |               |               |               |               |               | 14.º          |
| Bavarian Open                                  |               |               |               |               |               | 7.º           |               |
| Cup of Nice                                    |               |               | 11.º          |               |               | 6.º           |               |
| Ice Challenge                                  |               |               | 11.º          |               |               |               |               |
| NRW Trophy                                     |               | 11.º J.       | 10.º          |               |               |               |               |
| Open d'Andorra                                 |               |               |               |               |               | 5.º           |               |
| Universiade                                    |               |               |               | 7.º           |               |               |               |
| Internacional: Junior                          |               |               |               |               |               |               |               |
| Mundiales Junior                               | 24.º          | 16.º          |               |               |               |               |               |
| JGP Croatia                                    |               | 9.º           |               |               |               |               |               |
| JGP Turkey                                     |               | 12.º          |               |               |               |               |               |
| Bavarian Open                                  | 7.º J.        |               |               |               |               |               |               |
| Trophy of Lyon                                 | 5.º J.        | 7.º J.        |               |               |               |               |               |
| Nacional                                       |               |               |               |               |               |               |               |
| Campeonato de España                           | 1.º J.        | 1.º J.        | 2.º           | 2.º           | 1.º           | 3.º           | 3.º           |
| JGP = Junior Magnífico Prix; J. = Junior nivel |               |               |               |               |               |               |               |

### Patinaje individual
| Internacional                                                                     | Internacional | Internacional | Internacional | Internacional |
| Evento                                                                            | 2007-08       | 2008-09       | 2009-10       | 2010-11       |
| --------------------------------------------------------------------------------- | ------------- | ------------- | ------------- | ------------- |
| Campeonato Mundial Junior                                                         |               |               | 48.º          | 25.º PR       |
| JGP France                                                                        |               |               |               | 23            |
| JGP Spain                                                                         |               | 29            |               |               |
| Cup of Nice                                                                       |               |               | 6.º J.        |               |
| Warsaw Cup                                                                        |               |               | 14 de J.      |               |
| Merano Cup                                                                        | 17 N.         |               |               |               |
| Nacional                                                                          |               |               |               |               |
| Campeonato de España                                                              |               | 4.º J.        | 1.º J.        | 1.º J.        |
| JGP = Gran Premio Junior; PR = Ronda preliminar Niveles: N. = novato; J. = Junior |               |               |               |               |